# Keith Gordon MacInnes
Sir Keith Gordon MacInnes CMG (1978) (* 17. Juli 1935) ist ein ehemaliger britischer Diplomat.

## Leben
Keith Gordon MacInnes studierte in Rugby und am Trinity College, Cambridge, wo er Präsident der Cambridge Union Society war.
Von 1953 bis 1955 wurde er von der British Army eingesetzt.
Keith Gordon MacInnes trat am 15. Januar 1960 in den auswärtigen Dienst.
Vom 7. April 1961 bis 1963 war er in Buenos Aires Botschaftssekretär dritter, später zweiter Klasse.
1964 wurde er in London Privatsekretär des Permanent Under-Secretary im Commonwealth Office.
Von 1968 bis 1970 war er Botschaftssekretär für Informationen in Madrid.
Von 1971 bis 1973 wurde er im FO beschäftigt.
Von 1974 bis 1976 leitete er die Kanzlei der Botschaft in Prag.
Von 1976 bis 1978 wurde er im FO beschäftigt.
1979 war er Vertreter des Vertreters der Britischen Regierung bei den Organisationen der Vereinten Nationen in Genf.
Von 1980 bis 1981 leitete er im FO die Nachrichtenabteilung.
Von 1987 bis 1992 war er Botschafter in Manila.
Ab Juni 1992 war er Vertreter der britischen Regierung bei der OECD.
Mr. MacInnes ist verheiratet und hat zwei Kinder.